# Thliptodon
Thliptodon is een geslacht van weekdieren uit de klasse van de Gastropoda (slakken).

## Soorten
- Thliptodon antarcticus Meisenheimer, 1906
- Thliptodon diaphanus (Meisenheimer, 1902)
- Thliptodon gegenbauri Boas, 1886